# Krzysztof Jałosiński
Krzysztof Jałosiński (ur. 29 grudnia 1957 w Żarach w województwie lubuskim) – polski menedżer, w latach 2011-2016 prezes zarządu Zakładów Chemicznych Police z siedzibą w Policach, magister inżynierii chemicznej. 

## Wykształcenie
Ukończył Politechnikę Wrocławską specjalizując się z inżynierii chemicznej, studia podyplomowe na Politechnice Śląskiej w zakresie materiałów i energooszczędnych technologii chemicznych, studia podyplomowe w dziedzinie strategii zarządzania przedsiębiorstwem w Szkole Głównej Handlowej oraz studia MBA na Politechnice Lubelskiej.

## Kariera w biznesie
Karierę zawodową rozpoczął w Zakładach Azotowych Kędzierzyn SA w Kędzierzynie-Koźlu jako menedżer przy budowie i rozruchu instalacji do produkcji alkoholi OXO. W latach 1993–2000 pracował w Zakładach Azotowych "Puławy" w Puławach pełniąc stanowiska kierownicze, przy budowie i rozruchu instalacji do produkcji nadtlenku wodoru. Od 2000 do 2008 pełnił funkcję prezesa Evonik Carbon Black Polska, a w 2008 został prezesem zarządu Zakładów Azotowych Kędzierzyn SA.
W czasie pracy w Zakładach Azotowych w Kędzierzynie-Koźlu zainicjował wspólnie z PKE SA budowę pierwszego na świecie Zeroemisyjnego Kompleksu Energo-Chemicznego, który powstanie w Kędzierzynie-Koźlu. Od 2011 jest prezesem Zakładów Chemicznych "Police" SA W 2011 objął stanowisko wiceprezesa Grupy Kapitałowej Azoty Tarnów, odpowiedzialnego za strategię i rozwój grupy kapitałowej, pozostając prezesem Zakładów Chemicznych "Police" S.A. Będąc prezesem zarządu Zakładów Azotowych Kędzierzyn SA, a następnie Zakładów Chemicznych Police był jednym z twórców konsolidacji polskich spółek chemicznych. W 2012 został powołany na drugą, a w 2015 na kolejną kadencję prezesa zarządu Grupy Azoty Police. 
7 kwietnia 2016 rada nadzorcza spółki odwołała go ze stanowiska prezesa.